# ヴィクター・H・グリーン
ヴィクター・H・グリーン (Victor Hugo Green、1892年11月9日 - 1960年) はアフリカ系アメリカ人の作家、出版業者である。グリーンは『グリーン・ブック』として知られるアフリカ系アメリカ人向けの旅行ガイドブックを創刊・執筆したことで知られる。このガイドブックが出版された当時は、南部はもちろんのことそれ以外の土地でも、黒人には宿泊施設やレストランの選択は限られ、給油すらままならないことが多かった。グリーンのガイドブックは、はじめ The Negro Motorist Green Book として、のち The Negro Travelers' Green Book と改題されて、1936年から1966年まで 毎年15,000部ずつ発行された。グリーンは、ジム・クロウ法の定める人種隔離政策下にあっても黒人を相手にビジネスを行うホテルやレストランのレヴューを行っている。
1930年代に、ニューヨーク市ハーレムの郵便局員だった グリーンはニューヨーク地域の店舗情報をまとめ、のちにつながる第一歩を踏み出した。これが黒人旅行者に支持され、1936年には最初の『グリーン・ブック』を出版している。なお、グリーン以前にも、ユダヤ人を対象とする同様のガイドブックが (ユダヤ人もときおり差別に直面することがあったため) 存在する。グリーンのガイドブックは人気を博し、翌年にはすでに対象範囲を米国内の他地域に拡げ、ホテル・レストラン情報もニューヨーク地域同様に記載している。グリーンは郵便局を退職し、ガイドブックの改訂と刊行を本業としたほか、1947年にガイドブックに関連して設立した旅行代理店業の経営も行った。

## 略歴
その名をフランスの文豪ユゴー (Victor Hugo) に肖(あやか)るヴィクター・ヒューゴー・グリーンは、1892年11月9日にニューヨーク市に生まれた。母アリス・A・グリーン (Alice A Green) と父ウィリアム・H・グリーン (William H Green) には子供が3人あったが、ヴィクターはその長子であった。一家はニュージャージー州ハッケンサックの郊外に移り、ヴィクターはそこで育った。ヴィクターは1913年以降ニュージャージー州バーゲン郡で郵便配達として働いていた。。
1918年に、ヴィクターはヴァージニア州リッチモンド出身のアルマ・デューク (Alma Duke、1889年～1978年) と結婚した。アルマは、20世紀前半に起こった南部から北部の各都市への黒人の大移動の一環としてニューヨークに移り住んでいた。二人は結婚後ニューヨーク市ハーレムに移ったが、当時ハーレムは全国から黒人が集まり、黒人文化と芸術の中心地として発展していた (ハーレム・ルネサンス)。二人が住んだのは聖ニコラス通り580番地の一室である。
ヴィクターは1960年に死去した。場所はニューヨーク市マンハッタンだったようである。

## 出版と旅行代理店
アフリカ系アメリカ人は、自家用車を所有しはじめ、米国の自動車文化の形成に寄与するようになっても、依然として人種による隔離を受けていた。南部諸州の州法は有色人種用設備を用いるよう強いていたし、北部でも多くの宿泊施設やレストランは黒人を寄せつけなかった。「商用であれ観光であれ、黒人旅行者にはホテルや旅館が快く泊めてくれるかという問題がつねに付きまとった。」
1936年にグリーンは「この問題をどうにかしようと思いたち」、「米国全土を対象として、黒人にサービスを提供する一流ホテルを可能な限り網羅した目録を作成しようと考えた。」
グリーンは黒人の利用できるホテルやレストラン、給油所の情報を集め、これが The Negro Motorist Green Book 第1版となった。町によっては黒人の利用できる宿泊施設が存在しなかったため、旅行者を泊めてくれる個人宅 (tourist home) が記載されている。『グリーン・ブック』第1版が対象としているのはニューヨーク都市圏の施設のみである。第1版序文でグリーンは次のように書いている。

「いつか近い将来、このガイドブックが発行されなくなる時が来るでしょう。その時こそ、一つの人種としてのわれわれが、合衆国において権利と特権を平等に手にする時なのです。」

グリーンはガイドブック刊行に専念するためハーレムに出版事務所を構え、1947年には黒人の運営する施設内にガイドブックの取り扱い先を確保する意味で旅行代理店 Vacation Reservation Service 社を設立した。1949年にはガイドブックの対象地域は国境を越え、バミューダとメキシコに及んだ。1952年にガイドブックは The Negro Travelers' Green Book と改名されている。
『グリーン・ブック』の発行部数は毎年15,000部であった。グリーンは黒人の取引先とだけではなく、「アフリカ系アメリカ人の影響力が増大していること」を示すため、白人を相手としても取引を行っていた。当時エッソは他社とは異なり黒人にもガソリンスタンドのフランチャイズを認めていたので、グリーンのガイドブックにとって良い売れ口となった。なお、地域によっては同様のガイドブックがユダヤ人を対象として販売されていた。
ヴィクター・H・グリーンは1960年に没したが、『グリーン・ブック』は妻アルマを編集者として1966年まで発行された。1964年に公民権法が成立し、公共施設からの隔離が法的に終わりを告げたことで、『グリーン・ブック』は不要なものへとなっていった。グリーンがかつて第1版序文に記したゴールが達成されたのである。

## グリーンを扱った作品
- Calvin Alexander Ramsey, Ruth and the Green Book (2010), 児童向け書籍
- Calvin Alexander Ramsey, The Green Book, 戯曲 (2010年9月15日ワシントンD.C.リンカーンシアター（英語版）で朗読劇[3][14]・2011年ジョージア州アトランタで初演[15])
- The Dresser Trunk Project (2007), 人種隔離時代の黒人旅行をテーマとした展示会 (シンシナティ大学建築科 William Daryl Williams 監修)